# Thaddäus Supper
Thaddäus Supper (auch Judas Thaddäus Josephus Supper; tschechisch Tadeáš Supper; * 29. März 1712 in Müglitz; † 1. Mai 1771 in Mährisch Trübau) war ein Barockmaler und Freskant aus dem Schönhengstgau. Er war überwiegend in Mähren und in Ostböhmen tätig.

## Leben
Supper war der Sohn des Schuhmachers Martin Supper und dessen Frau Anna Elesabetha. Er wurde von seinen Eltern für den geistlichen Stand bestimmt, besuchte das Jesuitengymnasium in Olmütz und studierte anschließend Theologie an der dortigen Jesuitenhochschule, die er mit dem akademischen Grad eines Baccalaureus verließ.
In Olmütz lernte er die Maler Johann Christoph Handke, Ignaz Raab und Karl Franz Joseph Haringer kennen, die dort mit der Ausschmückung der Jesuitenkirche beschäftigt waren. Von etwa 1729 bis 1733 war er Lehrling von Karl Franz Joseph Haringer. 1736 vermählte er sich in Mährisch Trübau mit der Tochter des Malers Christian David, bei dem bis 1715 Johann Christoph Handke als Gehilfe tätig gewesen war. 1737 erwarb Thaddäus Supper in Mährisch Trübau, wo er später dem Rat der Stadt angehörte, das Bürgerrecht. Ab 1738 war er mit Georg Pacák verschwägert, der die Schwester von Suppers Frau geheiratet hatte und sich ebenfalls in Mährisch Trübau niederließ.
Supper schuf zahlreiche Altar- und andere Gemälde sowie Wand- und Deckenfresken. Mehrere der Fresken sind nicht mehr erhalten, da sie später übermalt wurden.
Sein 1742 geborener Sohn Franz Supper führte die väterliche Werkstatt weiter. 1771 vollendete er die von seinem Vater begonnenen Fresken in Mährisch Trübau, und 1776 schuf er das Hochaltargemälde in Biskupitz.

## Werke (Auswahl)
- Grünau: Altarbild Hl. Anna
- Hohenstadt: Hochaltarbild Hl. Bartholomäus, darüber Krönung Mariens sowie Seitenaltarbild Societas Jesu
- Mährisch Trübau, Piaristen-Kirche: Altarbild; Franziskanerkloster: Gemälde Unbefleckte Empfängnis sowie Hl. Anna, Hl. Johann Nepomuk und Hl. Franz von Assisi (vollendet von Franz Supper); Dekanatskirche: Wandfresken des Presbyteriums (1768)
- Reichenau: Hl. Nikolaus und Hl. Johannes Nepomuk
- Zisterzienserkloster Saar: mehrere Altarblätter
- Sedletz: Konventsgebäude: Zyklus von monumentalen Wand- und Deckengemälden mit Darstellung der 14 Nothelfer und der hl. Frauen und Männer aus dem Zisterzienserorden (1752–1757)
- Zwittau, Spitalkirche: Seitenaltarbilder (zugeschrieben)
- Ungarisch Hradisch, ehemalige Jesuitenkirche: Altarsfresko (zugeschrieben)